# Phytoncide
Cet article possède un paronyme, voir Phytocide.

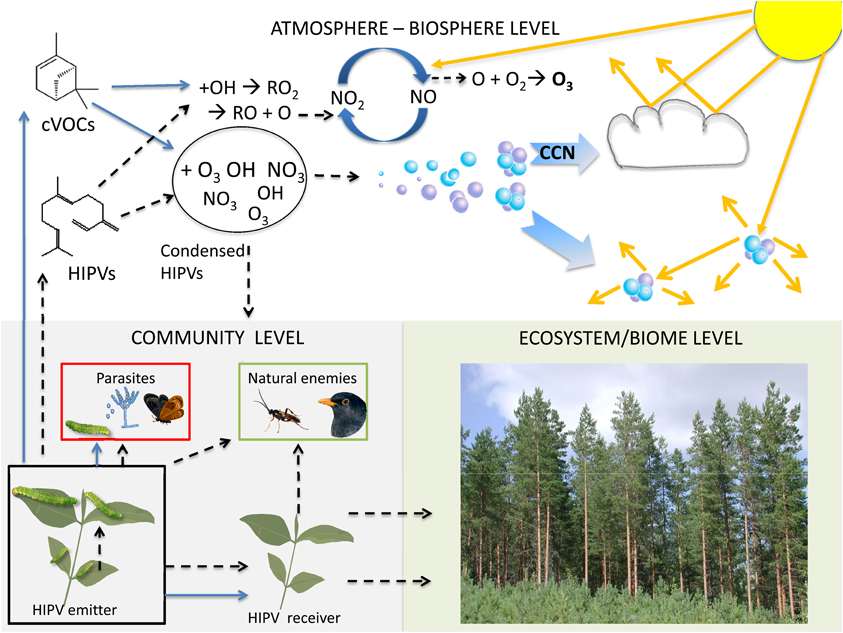
Fonctions et devenirs des composés organiques volatils (COV) qui incluent des phytoncides (dénommés sur le schéma HIPV, pour en) à trois niveaux : communauté, écosystème/biome et atmosphère-biosphère.

Le terme phytoncide, néologisme dû, en 1928, au biologiste russe  Boris Petrovich Tokin (en), est le nom donné à un ensemble de composés organiques volatils (COV) antimicrobiens (composés azotés comprenant les alcaloïdes, composés phénoliques, terpènes et terpénoïdes qui, selon, leur degré de polymérisation, donnent des pinènes, des limonènes, le bornéol, le linalol…) libérés, à travers les stomates des arbres et des plantes herbacées, dans l'air où ils se dispersent. Ce sont des molécules biosynthétisées par les plantes pour se défendre contre les micro-organismes pathogènes (ce que l'on peut déduire par leur nom, phyton se traduisant du grec par "plante" et cide par "tuer"). Ce message d'alerte par la voie gazeuse a l'avantage d'être plus étendu que celui émis par des décharges électriques qui n'informent que les cellules voisines, et plus rapide que celui des molécules informatives circulant dans la sève élaborée à une vitesse de 10 cm/h à 1 m/h. Les phytoncides sont également utilisés pour attirer les insectes pollinisateurs.   
Les phytoncides sont présents dans l'air environnant les plantes qui les émettent, et peuvent être inhalés par les promeneurs. C'est un sujet d'étude au Japon, où ils sont considérés comme étant bénéfiques à la santé humaine (stimulation de la production des lymphocytes NK, production lors de la cicatrisation foliaire de microdécharges électriques qui, lorsqu'il y a un peu de vent, chargent l'air d'ions négatifs dont certains réduisent le taux de cortisol, l’hormone du stress chronique, mais aussi le rythme cardiaque et, par effet domino, les risques cardiovasculaires) et dont l'expérience est faite à travers les bains de forêt, ou « shinrin-yoku ».

## Santé humaine
[réf. nécessaire]
Désormais ces phytoncides, qui sont des composés organiques volatils, sont considérés[Par qui ?] comme des molécules émises par les arbres pour se protéger, et leurs propriétés bactéricides et fongicides sont confirmées, ce qu'avait déjà montré, dans l'ex-URSS, Vlaskov (V.H) avec des environnements de pin, mélèze, sapin, bouleau ou peuplier présentant une efficacité très différente pour détruire des souches de mycobactéries et d'Escherichia coli, expériences réalisées en mai et juin 1967, citées par Georges Plaisance qui cite également un article en langue russe de V. Protopopov datant de cette même année 1967.
Les phytoncides réduiraient le stress et augmenteraient la relaxation car il a été observé que chez les rats, ils réduisent l'activité spontanée ainsi que la réponse cardio-vasculaire au stress. Ils prolongent le sommeil et réduisent l'anxiété chez la souris. Ils stimuleraient l'activité des lymphocytes NK et donc l'immunité innée.

## Limites
Les résineux produisant des taux d'ozone significatif, aux limites des normes admissibles, voire légèrement au-delà, des médecins russes (Sokolov, Carmazinu) qui, dans les années 1980 proposaient des cures de sylvothérapie, recommandaient d'éviter les forêts comprenant plus de 25 % de résineux, en raison des taux d'ozone qui sont trop élevés.
Le tchèque Zachar cité par Georges Plaisance estimait que dans son pays la forêt peut produire de 100 à 500 kg/ha de substances volatiles, mais qu'au-delà de 300, l'air peut avoir des effets négatifs pour les malades qui y sont exposés. Il estime cependant que le vent et l'arrivée d'air marin peuvent atténuer ces concentrations et leurs effets.

## Confusion langagière
Le phytoncide ne doit pas être confondu avec le terme générique regroupant l'ensemble des herbicides : « Phytocide ».